# Freitragende Tragbolzentreppe

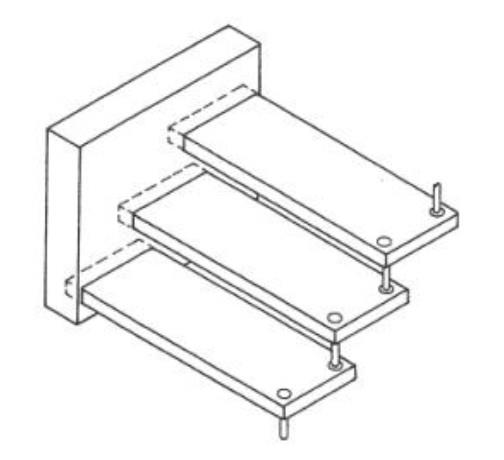
Einbolzentreppe WE1 (Quelle: DIN 18 069)

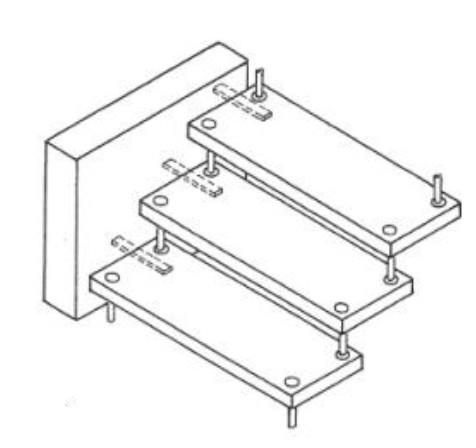
Zweibolzentreppe WF2 (Quelle DIN 18 069)

Beispiel für Spindeltreppe mit verklebten Natursteinstufen und Tragbolzen

Tragbolzentreppen sind Fertigteil-Treppensysteme, bei denen Trittstufen durch Tragbolzen miteinander verbunden werden.

## Grundlagen
Tragbolzen sind die metallischen Verbinder, die die Trittstufen zug- und druckfest miteinander verbinden. Wandanker sind metallische Auflager, welche je nach Zulassungstyp, jede Trittstufe oder jede dritte oder vierte Trittstufe mit der Wand zug- und druckfest verbinden. Die Trittstufen sind wesentlicher Bestandteil von Tragbolzentreppen.
Die Gesamtlast der Treppe wird teilweise auch über die Trittstufen bis in den Antritts- und Austrittsbereich und die Wände abgetragen. Die Trittstufen müssen je nach Anzahl der Treppenstufen pro Lauf eine bestimmte Festigkeitsklasse besitzen und einer bestimmten Biege- und Torsionsbelastung standhalten. Da die Torsionsbelastung bei Tragbolzentreppen regelmäßig ein Vielfaches der Biegebelastung der Trittstufen ist, reicht der Nachweis gegen Torsionsbelastung der Trittstufen aus.
Zur Verbesserung der Festigkeit der Trittstufen bestehen diese oft aus zwei Teilplatten, die im Sandwichverfahren mit Glasfasermatten und Epoxidharz miteinander verklebt werden. Zusätzlich zur Verbesserung der Tragfähigkeit weisen die Trittstufen durch die Verklebung eine definierte Resttragfähigkeit auf, so dass lokales Materialversagen nicht zum plötzlichen Gesamtverlust der Tragfähigkeit der Trittstufen führt.

## Typen

### Einbolzentreppen (WE1)
Bei der Einbolzentreppe werden die Trittstufen mindestens 7 Zentimeter in die Wand eingebunden. Auf der wandfreien Seite werden die Trittstufen durch je einen Tragbolzen miteinander verbunden.

### Zweibolzentreppen (WF2)
Die Trittstufen sind wandseitig und auf der wandfreien Seite durch je einen Tragbolzen miteinander verbunden. Üblich ist es, wandseitig je Trittstufe einen Wandanker, der in die Treppenraumwand einbindet, zu verwenden. Alternativ gibt es auch Systeme, bei denen nur jede dritte beziehungsweise vierte Stufe mit biegesteifen Tragbolzen und verstärkten Wandankern zu Beginn und Ende dieses Bereichs oder ein Stahlträger eingesetzt werden. Diese Systeme sind besonders vorteilhaft im Bereich von Wandöffnungen.

### Spindeltreppen
Tragbolzentreppen können auch als Spindeltreppen ausgeführt werden. Die Trittstufen werden zwischen höheneinstellbaren Spindeltöpfen mittels eines Spannstranges zusammengespannt (Spindel). An der Außenseite sind die Trittstufen durch jeweils einen Tragbolzen miteinander verbunden. Spindeltöpfe, Spannstrang und Tragbolzen bestehen aus Stahl. Da auch die Auslegung der Spindeltreppen aus Naturstein nicht durch eine Norm geregelt wird, ist ein Nachweis im Einzelfall oder die Anwendung einer europäischen Zulassung notwendig.
Im Vergleich zu normalen Tragbolzentreppen benötigen Spindeltreppen in den meisten Fällen weniger Grundfläche und eignen sich daher auch dann, wenn wenig Platz zur Verfügung steht. Durch das elegant-geschwungene Aussehen werden Spindeltreppen oft direkt im Wohnbereich und besonders in Maisonette Wohnungen geplant.

## Rechtliche Voraussetzungen

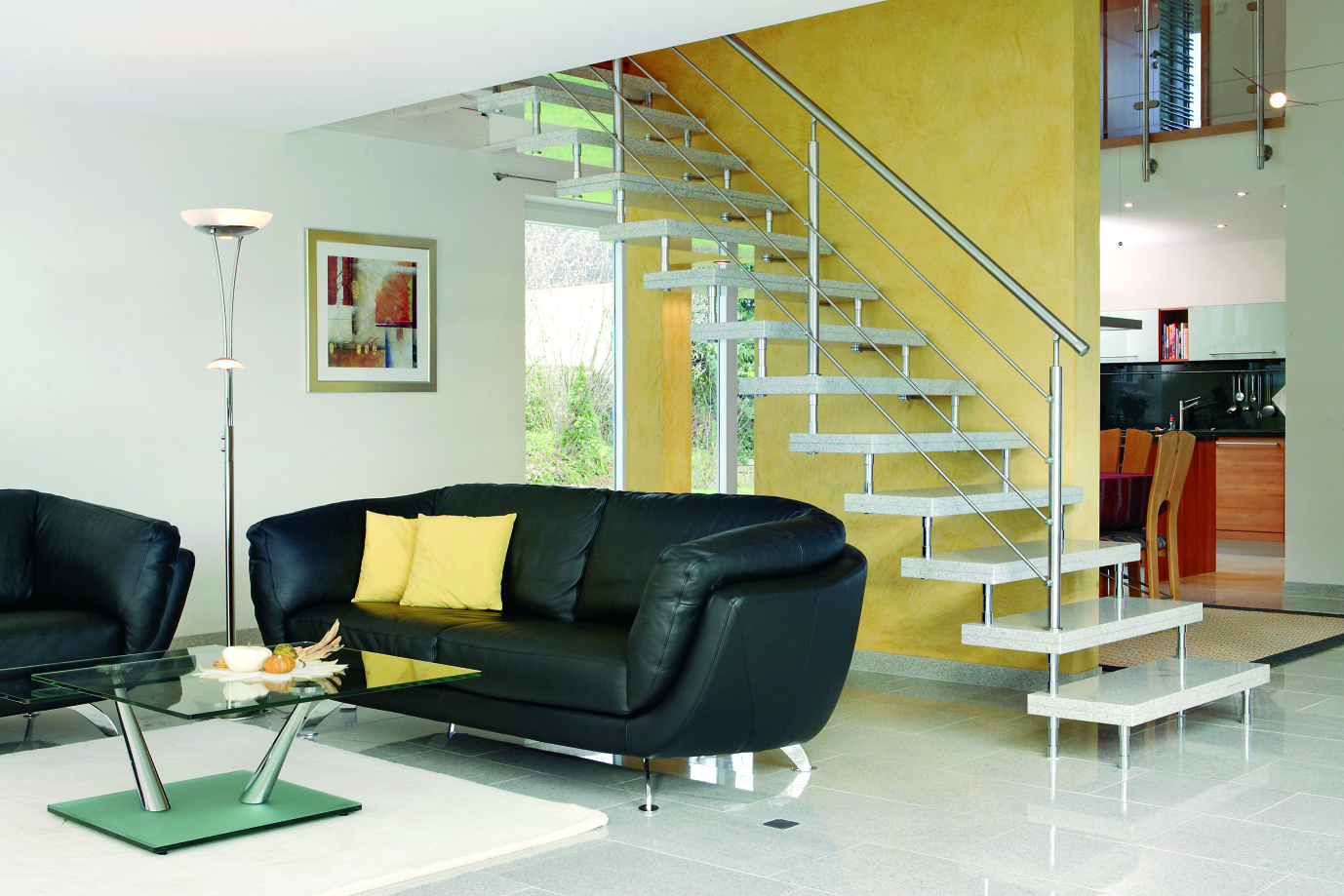
Beispiel einer modernen Tragbolzentreppe mit Natursteinstufen

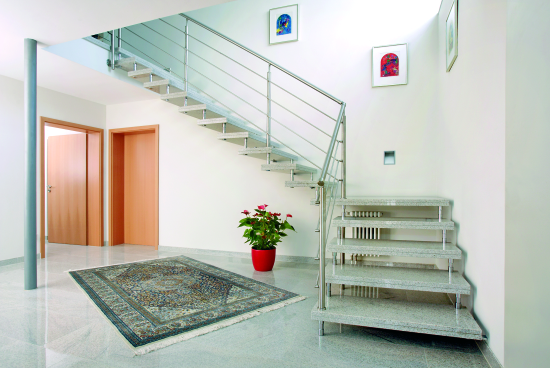
Beispiel einer freitragenden Tragbolzentreppe

Die Bemessung, Herstellung, Überwachung und der Einbau von innen und außen liegenden Tragbolzentreppen mit geraden und gewendeltem Lauf wird in der DIN 18 069 geregelt. Diese DIN darf jedoch nur bei Trittstufen aus Stahlbeton angewendet werden. In der Praxis haben sich jedoch seit vielen Jahren fast ausschließlich Trittstufen aus Betonwerkstein oder Naturstein durchgesetzt. Für alle diese Treppen ist die Brauchbarkeit für den Verwendungszweck durch eine europäische technische Zulassung oder im Einzelfall durch Zustimmung der obersten Baubehörde nachzuweisen.
Je nach Bauart der Tragbolzentreppe sind unterschiedliche Zulassungen notwendig. Die Bauarttypen der Tragbolzentreppen unterscheiden sich nach Art, Anordnung und Anzahl der Tragbolzen und Wandanker je Trittstufe sowie der wandseitigen Lagerung der Trittstufen.
Werden Tragbolzentreppen mit Trittstufen aus Naturstein in Deutschland und der europäischen Union geplant und eingebaut, ist in der Praxis die Anwendung einer europäisch technische Zulassung (ETA) notwendig. Diese Zulassung legt alle Bedingungen und Regeln fest, die bei Bemessung, Herstellung und Einbau einer Tragbolzentreppe zu berücksichtigen sind. Das Verfahren zur Beantragung, Vorbereitung und Erteilung von Zulassungen für Tragbolzentreppen wird einheitlich in der europäischen Leitlinie ETAG 008-01 festgelegt.
Da das Verfahren bis zur Erteilung einer Zulassung zeitaufwendig und meist mit hohen Kosten verbunden ist, nutzen viele Steinmetze die Möglichkeit, bereits vorhandene Zulassungen zu verwenden. Folgende Voraussetzungen sind notwendig, um eine vorhandene Zulassung zu verwenden:
- Der Zulassungsnutzer muss vom Zulassungsinhaber schriftlich autorisiert worden sein. Die Adresse des Zulassungsnutzers muss bei der jeweils zuständigen obersten Baubehörde hinterlegt werden.
- Es sind die technischen Dokumentationen und die vorgegebenen Regeln der Zulassung einzuhalten. So dürfen ausschließlich vom Zulassungsinhaber vorgegebene Produkte (zum Beispiel Tragbolzen und Epoxidharzkleber) verwendet werden.
- Die Zulassung darf nur vom Zulassungsinhaber geschulten Betrieben und Personal verwendet werden.

## Planung und Auslegung von Tragbolzentreppen

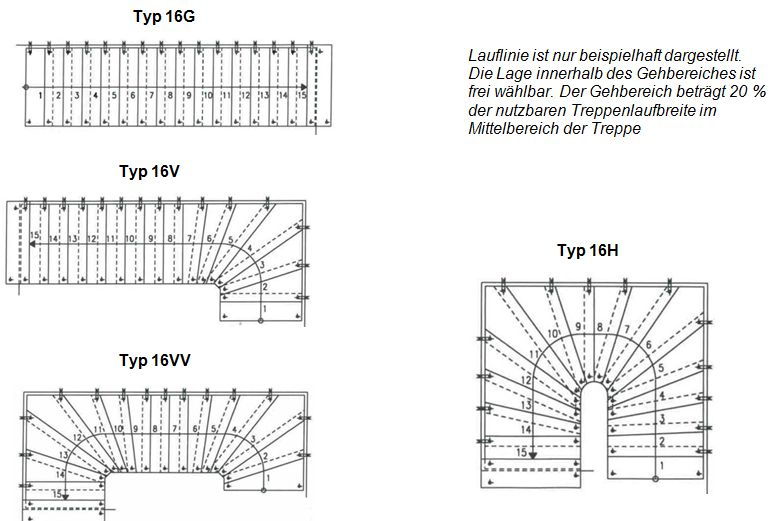
Grundrisse der Regeltypen bei Zweibolzentreppen (WF2) (Auszug aus Zulassung ETA 10/0094)

Die Anzahl der Trittstufen pro Treppenlauf und die Breite der Trittstufen sind bei Tragbolzentreppen begrenzt. Die Geschosshöhe und die Abmessungen der Treppe werden vom Planer beziehungsweise durch den Gebäudegrundriss fest vorgegeben. Die zulässige Anzahl der Treppenstufen pro Lauf hängt im Wesentlichen ab von:
- Grundrisstyp 16G/16V/16VV/16H
- Stufendicke (62, 72 oder 82 Millimeter)
- Festigkeitsklasse des Trittstufenmaterials (I–VI)
- Material Trittstufen: Betonwerkstein oder Naturstein
- Geometrie der Antritt- beziehungsweise Austrittstufe gerade oder gewendelt
- Trittstufenlänge

Mit diesen Informationen, die bei der Planung einer Treppe bereits vorliegen sollten, kann festgelegt werden, ob und an welcher Stelle eine zusätzliche Abstützung der Treppe auf der wandfreien Seite notwendig wird.

### Trittstufenbreite und Auftritt bei Steintreppen
Die maximal zulässige Trittstufenbreite ist vor allem von der Dicke der Trittstufen und der Form des Treppengrundrisses abhängig. Die maximale Laufbreite variiert je nach Zulassung. Typisch ist eine maximale Laufbreite von 105 Zentimetern bei maximal 5,5 Zentimeter Randabstand. Bei breiteren Trittstufen, die nicht durch eine Zulassung abgedeckt werden können, ist ein statischer Nachweis im Einzelfall zu führen, der jedoch im einfachsten Fall auf einer vorhandenen Zulassung aufbauen kann.
Der Auftritt der Trittstufe darf bei geraden Stufen 21 Zentimeter nicht unterschreiten und soll 29 Zentimeter nicht überschreiten. Grundsätzlich gilt auch hier die Schrittmaßregel: Zweimal die Steigung und einmal den Auftritt sollte im durchschnittlichen Schrittmaß zwischen 59 und 63 Zentimetern liegen.

### Festigkeitsklassen von Naturstein und Betonwerkstein
Abhängig von der Zug- und Druckfestigkeit der Steinmaterialen werden diese in verschiedene Festigkeitsklassen eingeteilt, meist in sechs Klassen. Die Festigkeitsklasse der Trittstufen hat großen Einfluss auf die Anzahl der Stufen, die ohne zusätzliche Unterstützung geplant werden können. Die Position der Zwischenabstützung ist abhängig von dem Stiegentyp, der Festigkeitsklasse der Trittstufe, der Stufendicke,  Material der Trittstufe sowie Stufenlänge und Geometrie. Bei Betonwerkstein als Trittstufenmaterial sind bei gleicher Festigkeitsklasse oft mehr freie Stufen als bei Naturstein möglich.
Die Festigkeitskennwerte einer Sorte Naturstein oder Betonwerkstein haben eine große Streuung. Dies liegt sowohl an der verwendeten Epoxidharzqualität, als auch an der Behandlung bei der Gewinnung. Zum Beispiel verliert der Stein 1–2 Festigkeitsklassen, falls der Rohblock mit Unterstützung von Sprengstoff abgebaut wird. Die Festigkeitsklasse von Naturstein kann aus diesen Gründen ohne Prüfung nur unverbindlich abgeschätzt werden.

### Bohrlöcher in den Trittstufen
Die Position der Bohrlöcher für die Tragbolzen relativ zum Stufenrand wird in den Zulassungen festgelegt. Der Durchmesser der Bohrung hängt vom Tragbolzentyp ab. Der Mindest-Durchmesser ist den technischen Daten des jeweiligen Tragbolzentyps zu entnehmen. Bei den biegesteifen Treppenbolzen mit Vorspannung sind dies je 7 Zentimeter von der Seite und 7 Zentimeter von vorne und hinten. Bei den „kleinen“ Tragbolzen ohne Vorspannung sind dies jeweils 5,5 Zentimeter von der Seite und von vorne und hinten. Damit ergibt sich eine Überlappung der Trittstufen von 11 beziehungsweise 14 Zentimetern.

### Tragbolzen mit verdeckter Hülse
Meistens werden die Tragbolzen durch die in den Stufen vorgesehene Bohrung bei der Montage durchgesteckt und von oben festgeschraubt. Es gibt jedoch auch die Möglichkeit, Tragbolzen ohne Vorspannung in einem Sackloch so zu befestigen, dass die Stufenoberfläche optisch nicht unterbrochen wird. In den Trittstufen müssen die Gewindehülsen dann zug- und druckfest befestigt werden.

### Tragbolzentreppen im Außenbereich
Werden Tragbolzentreppen im Außenbereich geplant, muss das verwendete Material für die Trittstufen und Tragbolzen für den Einsatz im Außenbereich geeignet und zugelassen sein. Trittstufen aus verklebten Naturstein sind in den meisten Fällen nicht für den Außenbereich zugelassen. Die meisten europäischen Zulassungen gelten nur für innenliegende Treppen.

### Schallschutz bei Tragbolzentreppen
Bei Wohnhäusern mit mehr als zwei Wohnungen ist nach DIN 4109 für Treppen der bewertete Normtrittschallpegel von maximal 58 dB zulässig. Je nach Gebäudemasse und Ausführung erzeugen Tragbolzentreppen beim Begehen einen Normtrittschallpegel der über dem maximal zulässigen Wert für Mehrfamilienhäuser liegt. Es gibt verschiedene Schallschutz-Wandankersysteme, mit denen der beim Begehen der Tragbolzentreppe erzeugte Trittschallpegel unter den maximal zulässigen Wert reduziert werden kann. Selbst kleine Schallbrücken am Antritt, Austritt oder über das Geländer können die gewünschte Trittschalldämmung erheblich reduzieren. Durch die meist vielen Verankerungspunkte zwischen Treppe, Geländer und Gebäude ist vor Einbau dieser Schallschutzelemente jedoch meist eine spezielle Schulung und Beratung vorteilhaft.

### Verankerung der An- und Austrittstufe

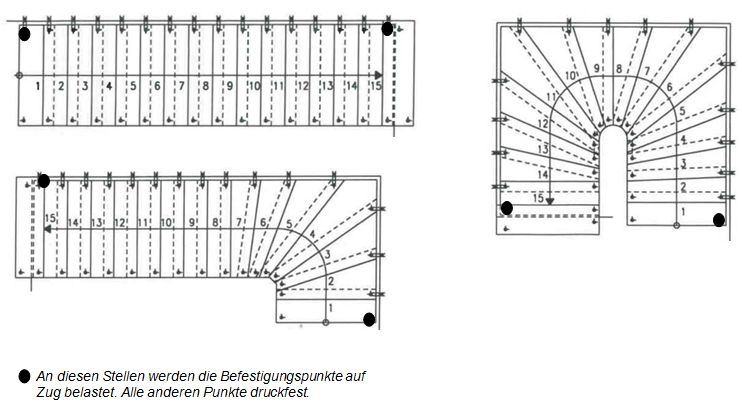
Beispiel für die Zugbelastung auf die An- und Ausstrittstufe

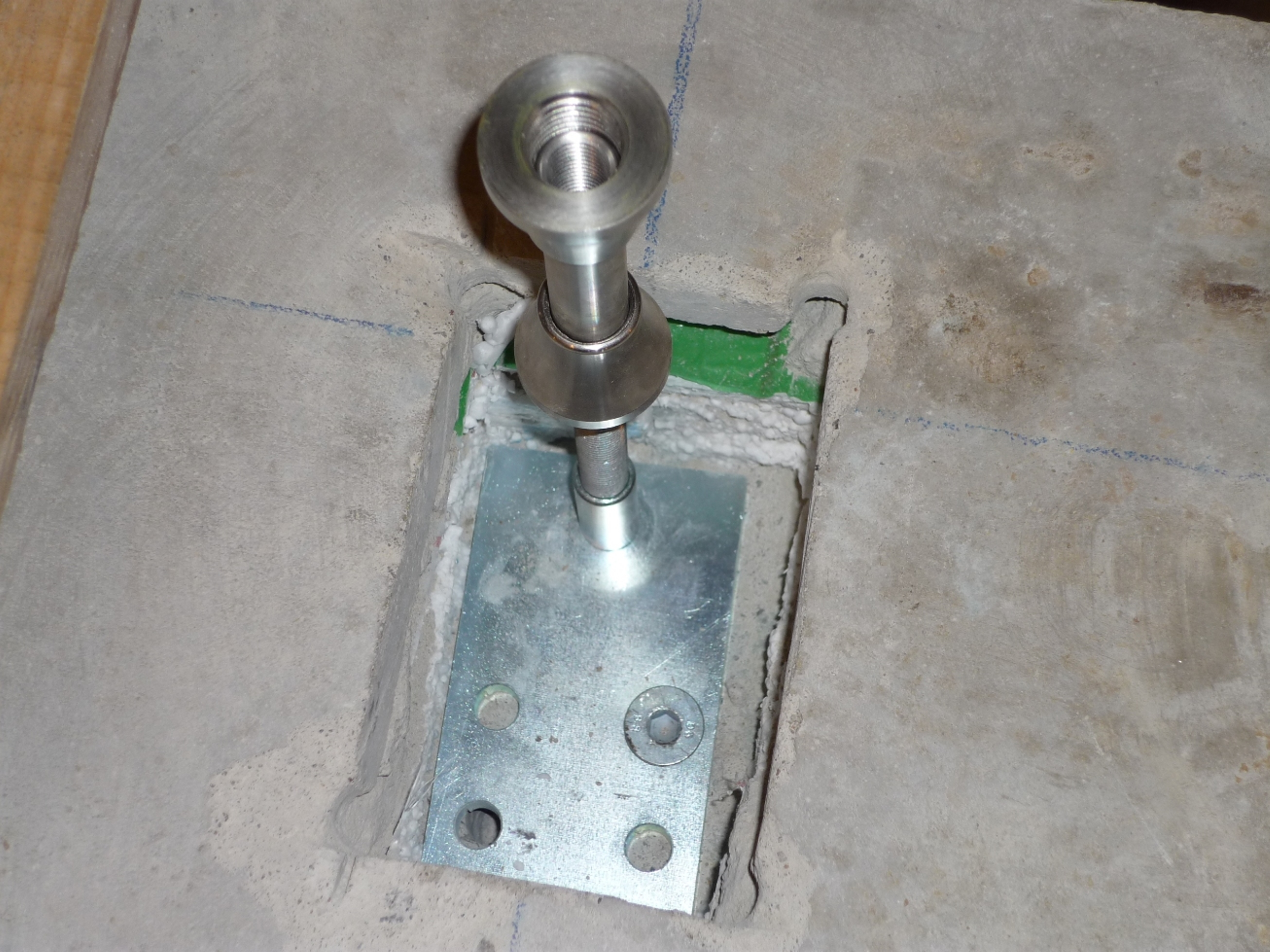
Verankerung Antrittsstufe mit Anfangsplatte und Gewindestift

Der Anschluss der Treppe an das Bauwerk erfolgt über die Wände und die An- und Austrittstufe. Da ein Großteil der Last direkt auf die An- und Austrittstufe wirkt, müssen diese besonders stabil verankert werden. Je nach Grundrisstyp und Lauflänge ist mit Belastungen von mehr als 10 kN auf die An- und Austrittstufe zu rechnen.
Die Verankerung der An- und Austrittstufe muss zug- und druckfest erfolgen, da diese auf Torsion belastet werden. Zur sicheren Verankerung sollte die Antrittstufe auf jeden Fall an der Wandseite, besser noch auf beiden Seiten mit einer stabilen Antrittsplatte befestigt werden. Alternativ kann die Antrittstufe auch mit zwei Wandankern und einem im Rohfußboden eingeklebtem Gewindestift befestigt werden. Wie bei der Einbolzentreppe könnte die An- und insbesondere die Austrittstufe auch mindestens 7 Zentimeter in das Mauerwerk eingebunden werden. Dann ist jedoch ein Nachweis über die zulässigen Mauerwerkspressungen und die Mindestwandauflast zu führen.

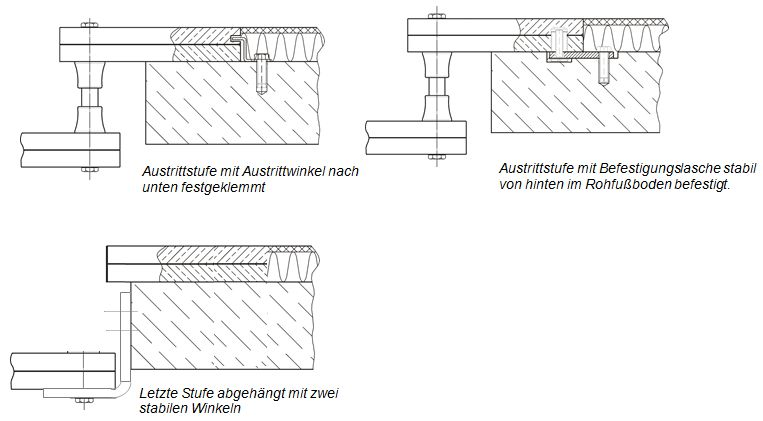
Verankerung Austrittsstufe

Die Austrittstufe wird oft auf der Seite des Treppenauges, also auf der wandfreien Seite, mit einem Z-Winkel gegen das Verdrehen gesichert. Wird keine Austrittstufe ausgeführt, so kann die vorletzte Stufe auch über Z- oder L-Winkel und zwei Wandanker an die Rohdecke angeschlossen werden. Dadurch wird erreicht, dass der Auftritt der gesamten Treppe um die sonst notwendige Überlappung an der letzten Stufe (etwa 12 Zentimeter) verlängert wird. Durch das Entfallen der letzten Stufe, kann sich in der Kalkulation ein Preisvorteil je nach Anzahl der Trittstufen von 6 bis 8 Prozent ergeben.

### Bohren und Montage der Wandanker
Bei Zweibolzentreppen sind für die Wandanker Löcher von mindestens 56 Millimeter Durchmesser und 110 Millimeter tief vorzusehen. Die Wandanker sind entsprechend der statischen Erfordernisse mindestens 100 Millimeter tief in die Ankerlöcher einzubinden. Alternativ zur klassischen Montage der Wandanker hat sich die Trockenmontage mit verklebbaren Ankerkörpern immer mehr durchgesetzt. Dabei werden die aus schalldämmendem Kunststoff bestehenden Ankerkörper mittels eines schnellaushärtenden hochfesten Expansionsharzes zusammen mit den Wandankern in der Wand verklebt. Schon nach wenigen Minuten sind die Wandanker belastbar.